# Sven Petter Pettersson
Sven Petter Pettersson, född 7 september 1798 i Mörlunda socken, Kalmar län, död 29 januari 1852 i Sjonhems socken, Gotlands län, var en svensk orgelbyggare som byggde orglar i östra Småland, Öland och  Gotland under första halvan av 1800-talet.

## Biografi
Pettersson föddes 7 september 1798 på Blixtorp i Mörlunda socken och döptes 16 september. Han var son till torparen Petter Nilsson och Stina Johansdotter.
Fem års senare (1803) flyttar familjen till Malgut i Kristdala socken, och 1811 till Brånäs i samma socken. År 1819 arbetar han  som fagottist. Han flyttade 1822 till Kalmar och arbetade där som musikant.
I slutet av 1823 flyttar Pettersson till Bocketorp 2 i Böda socken, Öland, och ur utflyttningslängden i Kalmar står det att Sven har ”lefvat f(ör) handen”. När han senare kommer till Böda är han före detta musikant och då nämns hans andranamn Petter för första gången. Han gifte sig 25 januari 1825 med Ulrika Magdalena Hultin (1799–1891), dotter till kronoskogsvaktaren Nils Hultin och Caisa M Lindström (Sven Petter nämns i vigselboken som avskedad fältmusiker). 1837 flyttar familjen till Visby, Gotlands län, men Sven Petter är fortfarande mantalsskriven i Böda fram till 1844. Då flyttar han till Hellinge i Sjonhems socken på Gotland. Han avlider 29 januari 1852 i Egby socken, Gotland av lungsot. Dör under arbetet med orgeln i församlingen.

### Familj
Pettersson gifte sig 25 januari 1825 med Ulrika Magdalena Hultin (1799–1891). Hon var dotter till kronoskogsvaktaren Nils Hultin och Caisa M. Lindström. De får tillsammans barnen Nils Petter Petersson (1825–1880), Carl Johan (1828–1861), Sven August (född 1830), Theodor Emanuel (1833–1834), Christina Augusta Carolina (1836–1916), Oscar Theodor (född 1837), Julia Mathilda Eugenia (1840–1924) och Axel Gustaf (1845–1847).

## Orglar
| År        | Ursprunglig kyrka    | Stift      | Bild                               | Manualer | Pedal   | Stämmor | Bevarad orgel/fasad | Övrigt |
| --------- | -------------------- | ---------- | ---------------------------------- | -------- | ------- | ------- | ------------------- | --- |
| 1828      | Köpings kyrka, Öland | Växjö      |                                    |          |         | 13      | Nej/Ja              | En ny orgel byggdes 1958 av Nordfors & Co, Lidköping |
| 1832      | Järeda kyrka         | Linköpings |                                    |          |         | 6       | Nej/Nej             | En ny orgel byggdes 1896 av Carl Elfström, Ljungby. |
| 1836–1838 | Visby domkyrka       | Visby      |                                    |          |         | 20      | Nej/Nej             | En ny orgel byggdes 1891 av Åkerman & Lund, Stockholm. 1892 flyttades Petterssons orgeln till Lau kyrka. En ny orgel byggdes där 1960 av Åkerman & Lund, Knivsta.                                                                            |
| 1839      | Bro kyrka, Gotland   | Visby      |                                    | 1        | Bihängd | 7       | Ja/Ja               | Orgeln renoverades 1863 av Nils Petter Petersson, Visby, 1954 av Th Frobenius & Sönner, Lyngby, Danmark och 1985 av Finn Krohn's Orgelbyggeri, Fredensborg, Danmark.                                                                         |
| 1840      | Vamlingbo kyrka      | Visby      |                                    |          |         | 8       | Nej/Ja              | EN ny orgel byggdes 1932 av Gebrüder Rieger, Jägerndorf, Tjeckoslovakien. |
| 1842      | Kristvalla kyrka     | Växjö      | Kristvalla_kyrka_Orgeln020         |          |         | 16      | Nej/Ja              | En ny orgel byggdes 1931 av A Mårtenssons Orgelfabrik AB, Lund. |
| 1843      | Gårdby kyrka         | Växjö      |                                    | 1        | Bihängd | 11      | Ja/Ja               | 1888 omdisponerades orgeln av Carl Johannes Carlsson, Virestad. 1949 omdisponerades orgeln av Frederiksborgs Orgelbyggeri, Hilleröd, Danmark. 1981 renoverades orgeln av J Künkels Orgelverkstad AB, Lund.                                   |
| 1849      | Östergarns kyrka     | Visby      |                                    |          |         | 6       | Nej/Ja              | En ny orgel byggdes 1915 av Åkerman & Lund, Stockholm. |
| 1849      | Hejde kyrka          | Visby      | Hejde_kyrka_-_KMB_-_16000200021155 |          |         | 4 1/2   | Nej/Nej             | En ny orgel byggdes 1923 av Olof Hammarberg, Göteborg. |
| 1851      | Glömminge kyrka      | Växjö      | Glömminge_kyrka_Orgeln             |          |         | 11      | Nej/Ja              | En ny orgel byggdes 1933 av Olof Hammarberg, Göteborg. |
| 1852      | Egby kyrka           | Växjö      |                                    | 1        | Bihängd | 7       | Ja/Ja               | Orgeln fullbordades av sonen Nils Petter Petersson. Orgeln renoverades 1958 av Smedmans Orgelbyggeri, Lidköping. Då togs trumpet 8' bort. Orgeln renoverades 1988 av Ålems Orgelverkstad AB, Ålem. Vid renoveringen återinsattes trumpet 8'. |